# Královice
Královice är en ort i Tjeckien.   Den ligger i regionen Mellersta Böhmen, i den centrala delen av landet, 30 km nordväst om huvudstaden Prag. Královice ligger 242 meter över havet och antalet invånare är 129.
Terrängen runt Královice är platt. Runt Královice är det ganska tätbefolkat, med 116 invånare per kvadratkilometer. Närmaste större samhälle är Kladno, 13,3 km söder om Královice. Trakten runt Královice består till största delen av jordbruksmark.